# キクヤ図書販売
キクヤ図書販売株式会社（キクヤとしょはんばい）は、兵庫県神戸市兵庫区出在家町に本社を置き、「喜久屋書店」（きくやしょてん）という書店を経営する会社。北海道に存在した同名の書店チェーンに関しても記す。

## 概要
ジュンク堂書店はキクヤ図書販売社長である工藤淳の息子である工藤恭孝が父の淳からキクヤ図書販売の販売部門であった株式会社大同書房を任され独立誕生した同根企業である。
「喜久屋書店」は、出店に際して、ジュンク堂と商圏が衝突しないよう、主に地方都市において大規模店舗を展開していた。例えば、福岡県においては、ジュンク堂は福岡市の都心部に大規模店舗を展開しているのに対し、「喜久屋」は商圏の重ならない北九州市のデパート「コレット」内に大規模店舗を展開する、といった具合である。大阪でも、ジュンク堂がキタ（堂島・梅田）とミナミ（難波・千日前）にあるため、喜久屋は商圏の重ならない阿倍野に出店した。
2013年10月、ジュンク堂があべのハルカスに出店し、商圏が重なることになった。仙台市では、複合ビルE.beans内で既にジュンク堂が出店していたが、ジュンク堂はコミックとライトノベルのコーナーを撤去し、喜久屋書店が上階にコミックとライトノベル専門の漫画館をオープンするなど補完関係にした。岡山市では、2010年5月より、岡山ビブレ内にあった岡山店を改装、ジュンク堂書店岡山店としてオープンした。
2008年10月には、オンライン書籍販売事業をジュンク堂に移管した。
店の入口には絵本作家・長谷川義史「本はたのしいね」のイラストが描かれている。

## 店舗
- 北海道：帯広店（「帯広喜久屋書店」として地元企業『(株)ザ･本屋さん』と共同で出店）、小樽店（ウイングベイ小樽内）
- 宮城県：漫画館仙台店
- 栃木県：宇都宮店
- 群馬県：太田店（イオンモール太田内）
- 千葉県：千葉ニュータウン店（イオンモール千葉ニュータウン内）
- 岐阜県：大垣店（イオンタウン大垣内）
- 富山県：高岡店（イオンモール高岡内）
- 兵庫県：北神戸店（イオンモール神戸北内）、名谷店、須磨パティオ店、妙法寺店、ジョイプラザ店、西鈴蘭台店、西神中央店、柏原店、豊岡店、明石駅ビル店、神戸学園都市店、神戸北町店
- 京都府：漫画館京都店（2019年2月11日で閉店、京都府から撤退）
- 大阪府：阿倍野店（あべのアポロ内）、漫画館・子ども館（あべのルシアス内）、新石切店、富田林店、寝屋川店（イオンモール寝屋川内）
- 奈良県：橿原店（イオンモール橿原内）、大和郡山店（イオンモール大和郡山内）、JR奈良駅店（ビエラ奈良2F）
- 岡山県：倉敷店（イオンモール倉敷内）、津山店
- 福岡県：小倉店（COLET/I'm内）、小倉南店（サニーサイドモール小倉内）
- 熊本県：熊本店（ダイエー熊本下通店内） - 2014年5月11日をもってダイエー熊本下通店改築のため閉店

かつては福島、八王子、金沢、加古川、岡山、佐賀などにも店舗があった。

### 喜久屋書店BOOK JAM K&S
前述のように北海道に存在した同名の書店チェーンでキクヤ図書販売との資本関連はないが書籍の仕入れ先として指定していた。コープさっぽろの関連会社であるコープ家庭用品の書店経営を引き継ぐ形で2009年に設立。コープさっぽろテナント内を中心にピーク時には16店舗を展開していたが、2019年5月に自己破産し喜久屋書店ブックジャムを全て閉店、小樽店と帯広店はキクヤ図書販売直営のため営業を継続した。

## 沿革
- 1955年 - 神戸にて喜久屋書店開業
- 1963年 - キクヤ図書販売株式会社を設立
- 1968年 - 取次業岡山支店開設
- 1970年 - 取次業姫路支店開設
- 1976年 - フランス・パリにBOOKLOAN EUROPE S.A.R.L.開設（現パリ・ジュンク堂書店）
- 1984年 - 「ブックフォーラム」の名称で書店展開開始
- 1995年 - 直営店を「喜久屋書店」に改名し展開を開始
- 2011年 - 持株会社「ビーエルホールディングス」を設立しその傘下となる
- 2014年 - 書籍取次卸売事業部門をビーエルホールディングスに継承

## 関連会社
- ジュンク堂書店
- ブックローン
- BL出版
- ブックローンヨーロッパ